# Campidoglio (L'Avana)
Il Campidoglio (Capitolio Nacional) è un imponente edificio costruito nel 1929 a L'Avana sotto la direzione dell'architetto Eugenio Raynieri Piedra.
L'edificio si trova nel distretto Centro Habana, una delle tre zone principali della città ed in particolare si localizza alla fine del Paseo del Prado, uno dei viali alberati più rinomati della zona in cui è anche ubicato il Gran Teatro dell'Avana. La cupola risalta per la somiglianza con quella della basilica di San Pietro a Roma.

## Storia
Dopo alcuni progetti rimandati negli anni precedenti, la costruzione dell'edificio iniziò nel marzo del 1926 e fu inaugurato tre anni e cinquanta giorni dopo, il 20 maggio del 1929.
Il suo costo fu di 17 milioni di pesos dell'epoca, equivalenti alla stessa quantità di dollari dell'epoca. Divenuto uno dei simboli di Cuba, ai tempi del presidente Fulgencio Batista era la sede ufficiale della Camera dei Rappresentanti e del Senato cubano, poi dopo la Rivoluzione cubana del 1959 divenne sede del Ministerio de Ciencia, Tecnología y Medio Ambiente (CITMA).